# Torbogen Kloster Nazareth

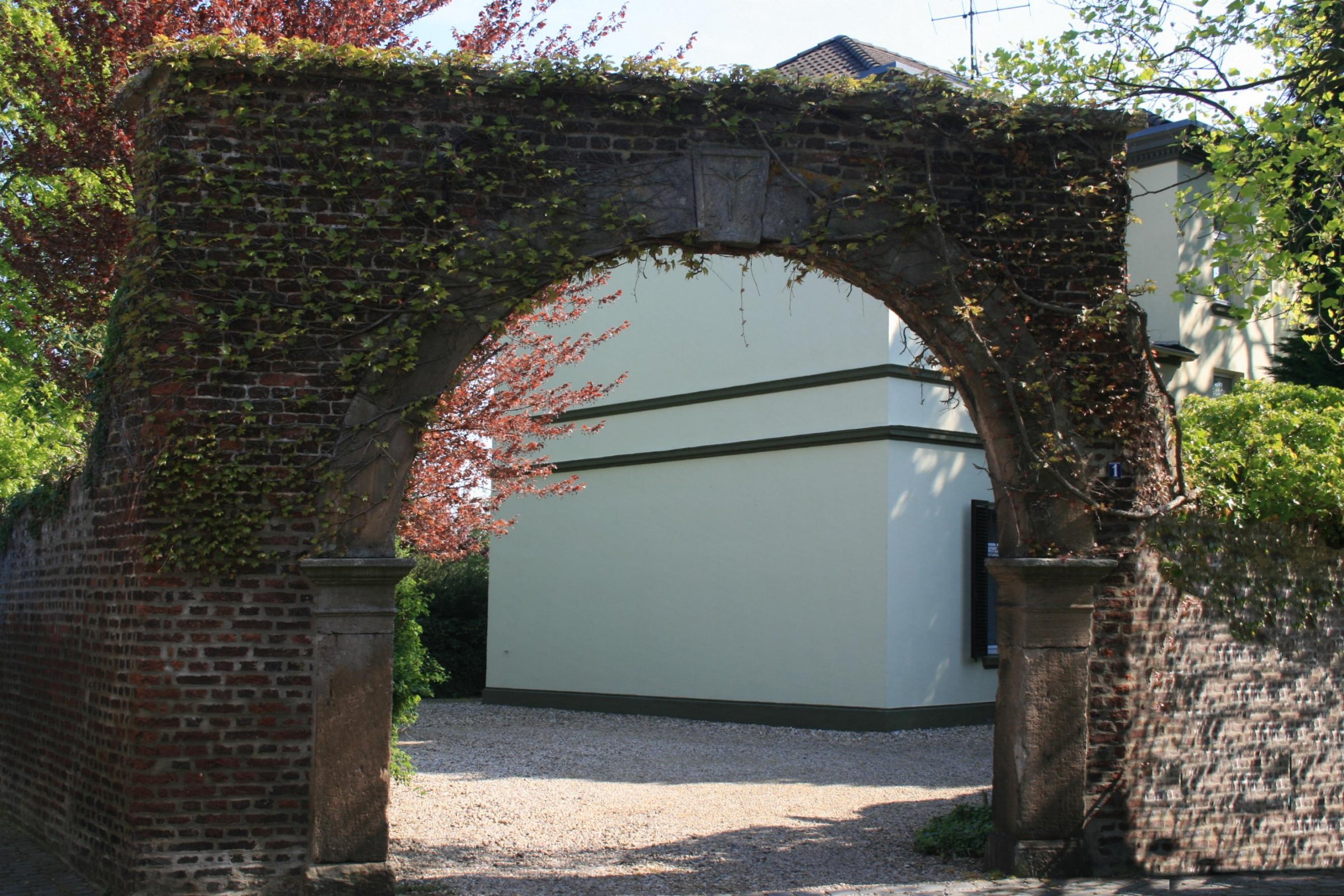

Der Torbogen Kloster Nazareth und die Immunitätsmauer stehen im Dürener Stadtteil Mariaweiler in Nordrhein-Westfalen, in der Straße An Gut Nazareth.
Der Torbogen ist im Keilstein inschriftlich datiert auf das Jahr 1764. Die rundbogige Tordurchfahrt besteht aus Werkstein. Im Keilstein ist ein Flachrelief eines Kruzifixes mit der Datierung zu sehen. Die dazugehörige Einfriedigungsmauer besteht teils aus Backsteinen, teils aus Bruchsteinen. Das Augustinerinnen-Kloster Maria Nazareth wurde Ende des 13. Jahrhunderts gegründet. 
Das Bauwerk ist unter Nr. 9/002 in die Denkmalliste der Stadt Düren eingetragen.